# Papillaria cordatifolia
Papillaria cordatifolia är en bladmossart som beskrevs av Luo Jian-xin 1983. Papillaria cordatifolia ingår i släktet Papillaria och familjen Meteoriaceae. Inga underarter finns listade i Catalogue of Life.